# Sonate pour trompette et piano de Hindemith
La Sonate pour trompette et piano est une œuvre de Paul Hindemith composée en 1939.

## Présentation
Œuvre composée en novembre 1939, la Sonate pour trompette et piano est « une page très originale, voire singulière » pour Harry Halbreich, proche par son style de la Sonate pour clarinette et piano du compositeur.
La partition est publiée à partir de 1940 par Schott et porte en dédicace l'indication « Pour mon pianiste aussi cher qu'audacieux ! P. Noël 39 ». La date de création de l’œuvre n'est pas connue.

## Structure
La Sonate, d'une durée moyenne d'exécution de seize minutes environ, comprend trois mouvements, :
1. Mit Kraft, à 
, mouvement ample, « puissant et éclatant »[1], de forme concentrique (A-B-C-A-C-B-A), dont le matériau thématique est notamment construit autour des intervalles de quartes et de quintes[1] ;
2. Mäßig bewegt, à 
, scherzo modéré avec une partie centrale animée à 
, dans le style d'une gavotte[2],[1] ;
3. Trauermusik. Sehr langsam, émouvante musique funèbre sous forme de requiem miniature[1], le mouvement est une marche funèbre à 
 avec une partie médiane en trio notée Ruhig bewegt, à 
, avant un retour varié de la marche puis une coda dans laquelle la trompette fait entendre la mélodie de choral « Alle Menschen müssen sterben » (« Tous les hommes doivent mourir »)[2],[1].

La tonalité générale de la pièce est si bémol majeur.

## Discographie
- Paul Hindemith : Sonatas for..., Harmonia Mundi, 2015, Jeroen Berwaerts (trompette) et Alexander Melnikov (piano)[4].
- Paul Hindemith : Five Brass Sonatas, Indésens, 2018, Éric Aubier (trompette) et Laurent Wagshal (piano)[5],[6].
- Hindemith : Complete Sonatas for Wind Instruments and Piano, Brilliant Classics, 2021, Vincenzo Pierotti (trompette) et Filippo Farinelli (piano)[7],[8].